# Valdir Bigode
Valdir de Morais Filho, mais conhecido como Valdir Bigode ou simplesmente Valdir (Rio de Janeiro, 15 de março de 1972), é um treinador e ex-futebolista brasileiro que jogava como atacante. Atualmente está sem clube.

## Carreira como jogador
Revelado pelo Vasco da Gama, em 1992, Valdir ficou famoso por seus gols, tendo sido peça fundamental na conquista do então inédito tri-campeonato carioca do Vasco nos anos de 1992-1993-1994.
Destacou-se na Copa São Paulo de Futebol Júnior de 1992 no qual foi campeão pelo Vasco da Gama, numa geração que tinha Caetano, Pimentel, Tinho, Alex Pinho, Bruno Carvalho, Leandro Ávila, Yan, Gian, Hernande, Pedro Renato e Jardel. Ainda pelo Vasco da Gama foi artilheiro do Campeonato Estadual do Rio de Janeiro, em 1993, com 19 gols marcados.
Teve ainda passagem por São Paulo e Benfica, antes de chegar ao Atlético Mineiro. No Galo, o atacante se consagrou com seus gols. Ajudou o clube a ser campeão da Copa Conmebol de 1997.
Passou ainda, por Botafogo em 1999 e sem muito sucesso, pelo Santos, em 2000, antes de voltar ao Atlético no mesmo ano. Voltou para o Vasco em 2002, tendo se sagrado novamente campeão carioca e artilheiro em 2003, feito este obtido dez anos após a primeira artilharia. Transferiu-se para o Al Nasr dos Emirados Árabes em setembro de 2004. Em meados de 2005 transferiu-se para o Dubai Club onde sofreu uma grave lesão no joelho esquerdo, necessitando ser operado.

## Carreira como treinador

### Campo Grande e São Pedro
Em 2010, Valdir tornou-se técnico de futebol, dirigindo o Campo Grande por onde ficou até fevereiro de 2011. nesse mesmo ano, treinou o ADI. Em 2012, esteve à frente do São Pedro.

### Vasco da Gama
Assumiu o cargo de auxiliar técnico permanente do Vasco da Gama em 29 de dezembro de 2014. Em 27 de dezembro de 2018, deixou o cargo de auxiliar técnico do Vasco da Gama.

### Cabofriense
Em 8 de fevereiro de 2019, acertou a sua ida para a Cabofriense. Sua estreia foi na partida contra a Portuguesa, que terminou com o placar de 2–0 para o tricolor praiano. Ao final da Taça Rio, o time comandado por Valdir Bigode terminou na terceira posição do Grupo C, com 11 pontos. Apesar da bela campanha, a Cabofriense não conseguiu a vaga para as semifinais, porém conseguiu uma vaga para a Série D.

### Vitória-ES
Em 11 de abril de 2019, foi anunciado como novo treinador do time capixaba. No dia 9 de julho, após eliminação na Série D, Valdir Bigode foi demitido do clube.

## Estatísticas

### Como treinador
Atualizado até 23 de Abril de 2019.
| Clube         | Jogos | Vitórias | Empates | Derrotas | Aproveitamento |
| ------------- | ----- | -------- | ------- | -------- | -------------- |
| Vasco da Gama | 6     | 3        | 3       | 0        | 55.56%         |
| Cabofriense   | 5     | 3        | 1       | 1        | 75%            |
| Total         | 10    | 6        | 3       | 1        | 70%            |

## Títulos
Vasco da Gama
- Campeonato Carioca: 1992, 1993 , 1994 e 2003
- Taça Guanabara: 1992, 1994 e 2003
- Taça Rio: 1992, 1993, 2003 e 2004
- Copa São Paulo de Futebol Júnior: 1992
- Troféu Cidade de Zaragoza: 1993
- Troféu Cidade de Barcelona - 1993
- Torneio João Havelange: 1993
- Copa Rio Estadual: 1992 e 1993
- Troféu Palma de Mallorca: 1995

Atlético Mineiro
- Copa Centenário de Belo Horizonte: 1997
- Copa Conmebol: 1997
- Taça do Governo de Minas Gerais: 1998

São Paulo
- Copa Master da Conmebol: 1996
- Copa dos Campeões Mundiais: 1996

### Como auxiliar técnico
Vasco da Gama
- Campeonato Carioca: 2015 e 2016
- Taça Guanabara: 2016
- Taça Rio: 2017

## Premiações
Vasco da Gama
- Jogador do ano: Melhor jogador do Vasco nas temporadas 1993, 1994 e 1995.

## Artilharias
- Artilheiro do Campeonato Carioca: 1993 e 2004
- Artilheiro do campeonato dos Emirados Árabes Unidos: 2004
- Artilheiro da Copa Conmebol: 1997
- 4° maior artilheiro revelado ou com passagem na base de São Januário (Roberto Dinamite, Romário e Vavá)
- 9º maior Artilheiro da história do Vasco da Gama: 144 gols.
- Maior artilheiro do Vasco da Gama nos anos 90: 109 gols
- 5° artilheiro do Vasco da Gama em Campeonatos Brasileiros: 41 gols
- 10° maior artilheiro do Vasco da Gama no Século 21: 35 gols.